# Poricella musaica
Poricella musaica är en mossdjursart som först beskrevs av Cook 1977.  Poricella musaica ingår i släktet Poricella och familjen Arachnopusiidae. Inga underarter finns listade i Catalogue of Life.